# Монумент Чхолліма

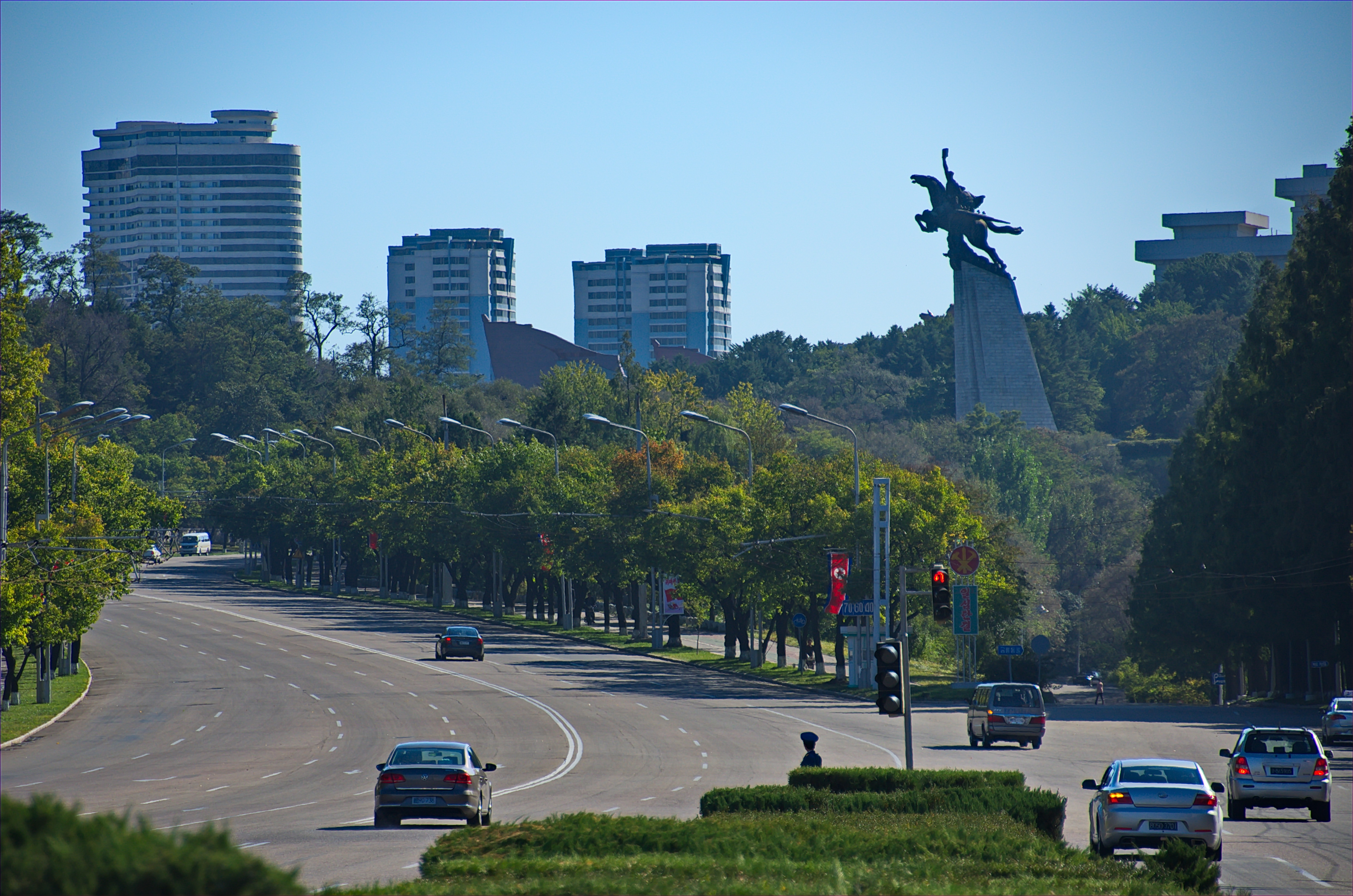
Вул. Чхільсонмун, ракурс у бік центру Пхеньяну

Монумент Чхолліма (кор. 천리마동상, 千里馬銅像, Чхолліма тонсан) - пам'ятник на пагорбі Мансуде в столиці КНДР — Пхеньяні. Пам'ятник символізує рух Чхолліма. Найменування «Чхолліма» відсилає до міфічного крилатого коня, здатного, згідно з переказами, долати тисячу лі на день.

## Історія
Відкритий 15 квітня 1961 в Пхеньяні. Монумент зображує крилатого коня Чхолліма, що стрімко злітає вгору, з робітником і селянкою, що сидять верхи на ньому. Монумент став однією з головних визначних пам'яток міста. Пам'ятник має загальну висоту 46 м. Скульптура висотою 14 м і довжиною 16 м. Дві фігури, що сидять верхи на крилатому коні, робітник і селянка мають висоту 7 і 6,5 метрів відповідно. У піднятій руці робітник тримає партійний документ ЦК Трудової партії Кореї, а селянка, що сидить за ним, тримає в руках сніп стиглого рису.
Відкритий до 49-річчя Кім Ір Сена. Виготовлений художниками Художньої студії Мансуде та Федерації корейських художників. Поштовхом до будівництва пам'ятника стала промова Кім Ір Сена «Давайте й надалі розвивати народне мистецтво». Статуя Чхолліма була удостоєна Народної премії КНДР.

## У філателії

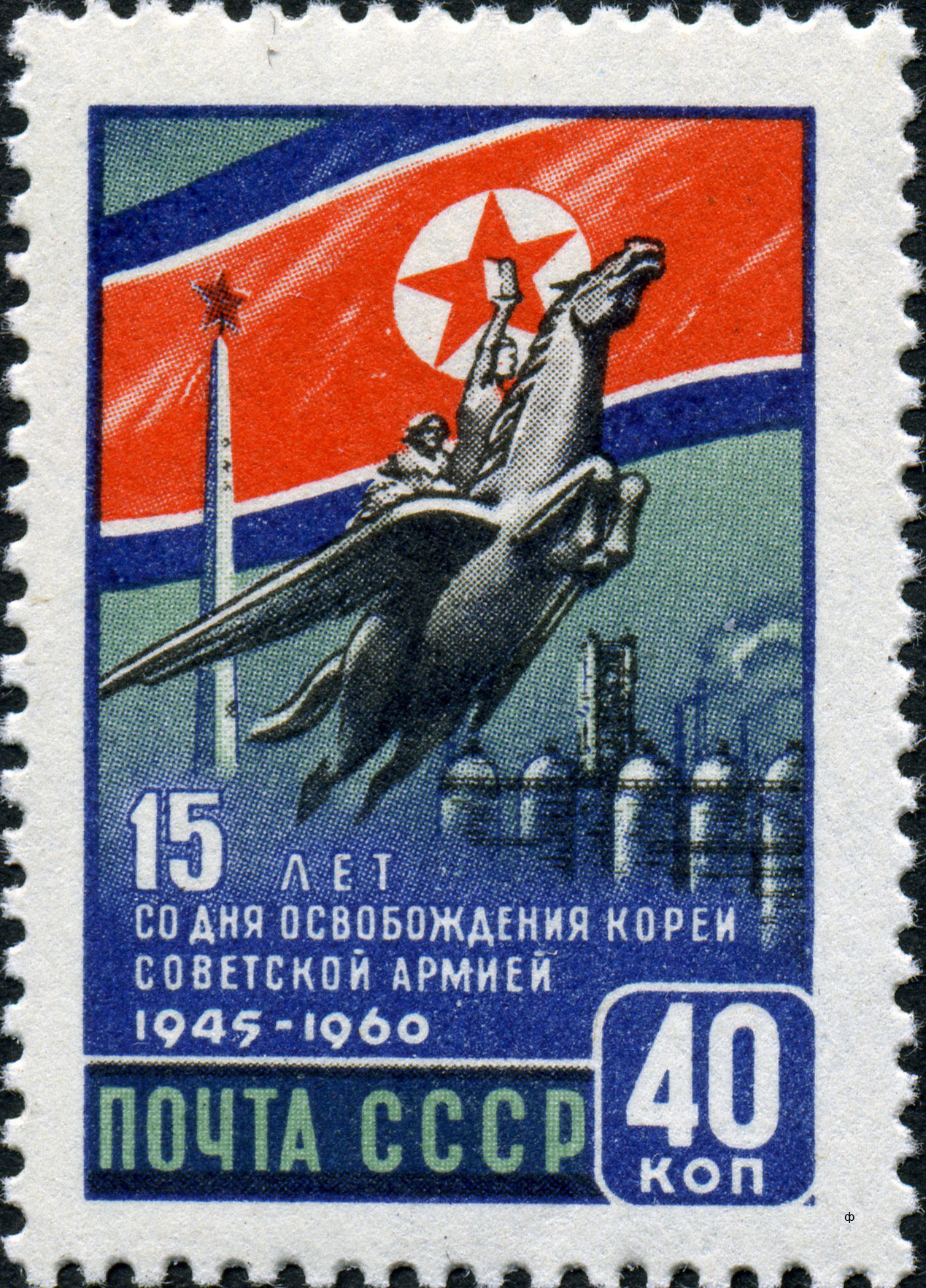
Поштова марка СРСР, 1960